# Al Adamson
Al Adamson, född 25 juli 1929 i Hollywood, Los Angeles, Kalifornien, död 21 juni 1995 i Indio, Kalifornien, var en amerikansk filmregissör som gjorde lågbudgetfilmer under 1960- och 70-talen. Hans filmer var exploitationfilmer inom genres som skräckfilm, science fiction och blaxploitation. Vissa av hans filmer var hopplock av tidigare ofärdiga filmer och dessa filmer hade därför inte alltid helt logiska handlingar.
Adamson var son till filmregissören och skådespelaren Victor Adamson (även känd som Denver Dixon) och skådespelerskan Dolores Booth. Efter att ha assisterat sin far med filmen Halfway to Hell (1961) bestämde han sig för att han ville arbeta med film. Tre år senare bildade han tillsammans med Sam Sherman filmbolaget Independent-International Pictures. Al Adamson lämnade filmbranschen 1983 och började istället arbeta inom fastighetsbranschen.
Han var gift med danserskan och skådespelerskan Regina Carrol, som medverkade i många av hans filmer, från 1972 fram till hennes död 1992.
Efter att ha rapporterats försvunnen hittades hans kropp inmurad under badkaret i hans hem. Hans mördare var en byggarbetare vid namn Fred Fulford, som Adamson anklagat för stöld.

## Filmografi
- Psycho a Go-Go (1965)
- The Female Bunch (1969)
- Satan's Sadists (1969)
- Blood of Dracula's Castle (1969)
- Hell's Bloody Devils (1970)
- Horror of the Blood Monsters (1970)
- Five Bloody Graves (1970)
- Dracula vs. Frankenstein (1971)
- Brain of Blood (1972)
- Blood of Ghastly Horror (1972)
- Angels' Wild Women (1972)
- Dynamite Brothers (1974)
- Girls for Rent (1974)
- Naughty Stewardesses (1975)
- Jessi's Girls (1975)
- Blazing Stewardesses (1975)
- Black Heat (1976)
- Black Samurai (1977)
- Cinderella 2000 (1977)
- Doctor Dracula (1978)
- Sunset Cove (1978)
- Death Dimension (1978)
- Nurse Sherri (1978)
- Carnival Magic (1981)
- Lost (1983)